# 奎屯河灌区
奎屯河灌区是中国新疆维吾尔自治区奎屯市的一个灌区，其水源为奎屯河。灌区设计面积253.3万亩，实际面积为106.7万亩，进水闸设计流量为170立方米每秒。